# Pusta
Pusta (mađ. puszta, čit. pustɒ) je pojam koji se obično povezuje s mađarskim panonskim krajolikom. 
U prijevodu znači "ravnica", široka divljina koju čine trava i nisko grmlje.
U pusti prevladava suho vrijeme, stepsko raslinje i kontinentalna klima. Tlo je podosta pješčano, a dosta je i podzemnih tokova vode.
Ime dolazi od slavenskog pridjeva "pusta", koji ima isto značenje kao i u današnjem hrvatskom jeziku.
Pored ovog, pusta može označavati udaljenu farmu, poljodjelsko naselje okruženu poljima i u ovom smislu je dio nekih toponima. Obično nema samoupravu. Danas je većina velikih nizinskih pusta spojena, počevši od 18. i 19. stoljeća otkada se stvaralo veće poljodjelske jedinice.

## Vanjske poveznice
- Nacionalni park Hortobágy, Puszta  Arhivirana inačica izvorne stranice od 28. veljače 2021. (Wayback Machine)
- (mađarski) Illyés Gyula: Puszták népe  Arhivirana inačica izvorne stranice od 22. ožujka 2010. (Wayback Machine)